# Pollock Pines
Pollock Pines statisztikai település az USA Kalifornia államában, El Dorado megyében. Lakosainak száma 7112 fő (2020. április 1.).

## Népesség
A település népességének változása:

| 2010 | 6 871 |
| 2020 | 7 112 |